# Elsie Janis
Pour les articles homonymes, voir Janis.
Elsie Janis, née Elsie Bierbower le 16 mars 1889 à Columbus (Ohio) et morte le 27 février 1956 à Beverly Hills (Californie), est une actrice et chanteuse américaine.

## Biographie
Louis Werba et Mark Luescher, directeurs du Wistaria Groves Rooftop à New York, ont découvert et développé Elsie Janis, alors inconnue, et en ont fait une star en une nuit.
Durant la Première Guerre mondiale, Elsie Janis divertit les troupes britanniques, françaises puis américaines et gagne le surnom de « Sweetheart of the A.E.F. ».
En 1918, elle danse avec Mlle Dazie, une danse jazz au Palais.

## Filmographie
- 1940 : Women in War de John H. Auer : Matron O'Neil